# Cour des Petites-Écuries
Cour des Petites-Écuries är en gata i Quartier de la Porte-Saint-Denis i Paris tionde arrondissement. Gatan är uppkallad efter det kungliga stallet (franska écurie), vilket i slutet av 1700-talet var beläget i hörnet av Rue des Petites-Écuries och Rue du Faubourg-Saint-Denis. Cour des Petites-Écuries börjar vid Rue du Faubourg-Saint-Denis 61 bis och slutar vid Rue d'Enghien 18.

## Omgivningar
- Saint-Eugène-Sainte-Cécile
- Notre-Dame de Bonne-Nouvelle
- Saint-Laurent
- Conservatoire national supérieur de musique et de danse de Paris
- Boulevard de Bonne-Nouvelle
- Rue des Petites-Écuries
- Passage des Petites-Écuries
- Rue d'Enghien
- Rue Gabriel-Laumain
- Cité Paradis
- Cité de Trévise
- Rue Ambroise-Thomas

## Bilder
| - Cour des Petites-Écuries. - Gatuskylt. - Saint-Eugène-Sainte-Cécile. - Notre-Dame-de-Bonne-Nouvelle. |

## Kommunikationer
- Tunnelbana – linje  – Château d'Eau
- Busshållplats Petites-Écuries – Paris bussnät, linje 39
- Busshållplats Château d'Eau – Paris bussnät

### Webbkällor
- ”Cour des Petites-Écuries”. Mairie de Paris. https://web.archive.org/web/20160303203914/http://www.v2asp.paris.fr/commun/v2asp/v2/nomenclature_voies/Voieactu/7281.nom.htm. Läst 2 december 2023.
- ”Cour des Petites-Écuries (10ème arrondissement)”. Les rues de Paris. https://web.archive.org/web/20160409121623/http://www.parisrues.com/rues10/paris-10-cour-des-petites-ecuries.html. Läst 2 december 2023.